# Slade
Gli Slade sono un gruppo hard rock formato a Black Country, Regno Unito nel 1966; esponenti del glam rock negli anni settanta, furono fonte di ispirazione per molti gruppi successivi. Fu una band molto popolare nel Regno Unito negli anni settanta, nel corso dei quali ebbe numerosi singoli in vetta alla Official Singles Chart. Sono noti soprattutto per le canzoni Merry Xmas Everybody e Cum On Feel the Noize del 1973.

## Formazione
- Mal McNulty – voce, chitarra
- Dave Hill – chitarra, voce secondaria
- John Berry – basso, voce secondaria; violino
- Don Powell – batteria

### Ex componenti
- Noddy Holder - voce, chitarra (1966-1993)
- Jim Lea - basso, chitarra, violino, piano, tastiere (1965-1993)
- Steve Makin - chitarra (1993)
- Craig Fenny - basso (1993)
- Steve Whalley - voce, chitarra (1993-2005)
- Trevor Holliday - basso, voce secondaria (1993-2000)
- Dave Glover - basso, voce secondaria (2000-2003)

## Discografia

### Album in studio
- 1969 - Beginnings (come Ambrose Slade)
- 1970 - Play It Loud
- 1972 - Slayed?
- 1974 - Old, New, Borrowed and Blue
- 1974 - Slade in Flame (colonna sonora dell'omonimo film)
- 1976 - Nobody's Fools
- 1977 - Whatever Happened to Slade
- 1979 - Return to Base
- 1981 - We'll Bring the House Down (maggior parte dei brani dal precedente Return to Base)
- 1981 - Til Deaf Do Us Part
- 1983 - The Amazing Kamikaze Syndrome
- 1985 - Rogues Gallery
- 1985 - Crackers: The Christmas Party Album (album natalizio)
- 1987 - You Boyz Make Big Noize
- 1994 - Keep on Rockin' (come Slade II)

### Album live
- 1972 - Slade Alive!
- 1978 - Slade Alive, Vol. 2
- 1982 - Slade on Stage

### Raccolte
- 1973 - Sladest

### Riedizioni
- 1984 - Keep Your Hands Off My Power Supply (versione USA di The Amazing Kamikaze Syndrome del 1983)

### Singoli
| Anno                                                    | Canzone | UK  | USA | AUS | GER | SVI | OLA | AUT | SVE | NOR | NZL |
| ------------------------------------------------------- | --- | --- | --- | --- | --- | --- | --- | --- | --- | --- | --- |
| 1966                                                    | "You Better Run" (pubblicata come The N'Betweens)                                                                                | -   | -   | -   | -   | -   | -   | -   | -   | -   | -   |
| 1969                                                    | "Genesis" (pubblicata come Ambrose Slade)                                                                                        | -   | -   | -   | -   | -   | -   | -   | -   | -   | -   |
| 1969                                                    | "Wild Winds are Blowin'" (pubblicata come The Slade)                                                                             | -   | -   | -   | -   | -   | -   | -   | -   | -   | -   |
| 1970                                                    | "The Shape of Things to Come" | -   | -   | -   | -   | -   | -   | -   | -   | -   | -   |
| 1970                                                    | "Know Who You Are" | -   | -   | -   | -   | -   | -   | -   | -   | -   | -   |
| 1971                                                    | "Get Down and Get With It" | #16 | -   | -   | #34 | -   | #4  | -   | -   | -   | #21 |
| 1971                                                    | "Coz I Luv You" | #1  | -   | #9  | #9  | -   | #2  | -   | -   | -   | #24 |
| 1971                                                    | "Look Wot You Dun" | #4  | -   | -   | #14 | -   | #2  | -   | -   | -   | #22 |
| 1972                                                    | "Take Me Bak 'Ome" | #1  | #97 | #9  | #10 | -   | #5  | -   | -   | -   | -   |
| 1972                                                    | "Mama Weer All Crazee Now" | #1  | #76 | #3  | #6  | #12 | #7  | #6  | -   | -   | -   |
| 1972                                                    | "Gudbuy T' Jane" | #2  | #68 | #11 | #3  | #11 | #4  | #7  | -   | #7  | #12 |
| 1973                                                    | "Cum On Feel the Noize" | #1  | #98 | #18 | #8  | #4  | #6  | #10 | -   | -   | #21 |
| 1973                                                    | "Skweeze Me Pleeze Me" | #1  | -   | #25 | #3  | #4  | #6  | #12 | -   | #3  | #25 |
| 1973                                                    | "My Friend Stan" | #2  | -   | #39 | #5  | #6  | #10 | -   | -   | #5  | #25 |
| 1973                                                    | "Merry Xmas Everybody" | #1  | -   | -   | #4  | -   | #3  | -   | -   | #4  | -   |
| 1974                                                    | "Everyday" | #3  | -   | #20 | #17 | #7  | #4  | #13 | -   | #3  | #4  |
| 1974                                                    | "The Bangin' Man" | #3  | #91 | #21 | #7  | -   | #18 | -   | -   | #4  | #11 |
| 1974                                                    | "Far Far Away" | #2  | -   | #23 | #8  | -   | #13 | -   | -   | #1  | #16 |
| 1975                                                    | "How Does It Feel?" | #15 | -   | -   | #36 | -   | -   | -   | -   | -   | #24 |
| 1975                                                    | "Thanks for the Memory (Wham Bam Thank You Mam)"                                                                                 | #7  | -   | #30 | #13 | -   | #16 | #12 | -   | #5  | -   |
| 1975                                                    | "In for a Penny" | #11 | -   | -   | -   | -   | -   | #14 | -   | -   | -   |
| 1976                                                    | "Let's Call It Quits" | #11 | -   | #38 | -   | -   | -   | -   | -   | -   | -   |
| 1976                                                    | "Nobody's Fool" | -   | -   | -   | -   | -   | -   | -   | -   | -   | -   |
| 1977                                                    | "Gypsy Roadhog" | #48 | -   | -   | -   | -   | -   | -   | -   | -   | -   |
| 1977                                                    | "Burning in the Heat of Love" | -   | -   | -   | -   | -   | -   | -   | -   | -   | -   |
| 1977                                                    | "My Baby Left Me - That's All Right"                                                                                             | #32 | -   | -   | -   | -   | -   | -   | -   | -   | -   |
| 1978                                                    | "Give Us a Goal" | -   | -   | -   | -   | -   | -   | -   | -   | -   | -   |
| 1978                                                    | "Rock n' Roll Bolero" | -   | -   | -   | -   | -   | -   | -   | -   | -   | -   |
| 1979                                                    | "Ginny Ginny" | -   | -   | -   | -   | -   | -   | -   | -   | -   | -   |
| 1979                                                    | "Sign O' the Times" | -   | -   | -   | -   | -   | -   | -   | -   | -   | -   |
| 1979                                                    | "Okey Cokey" | #88 | -   | -   | -   | -   | -   | -   | -   | -   | -   |
| 1980                                                    | "Live at Reading" (EP) When I'm Dancin' I Ain't Fightin' / Born to Be Wild Somethin' Else / Pistol Packin' Mama / Keep a Rollin' | #44 | -   | -   | -   | -   | -   | -   | -   | -   | -   |
| 1980                                                    | "Xmas Ear Bender" (EP) Merry Xmas Everybody / Okey Cokey Get Down and Get With It                                                | #70 | -   | -   | -   | -   | -   | -   | -   | -   | -   |
| 1980                                                    | "We'll Bring the House Down" | #10 | -   | -   | -   | -   | -   | -   | -   | -   | -   |
| 1981                                                    | "Wheels Ain't Comin' Down" | #60 | -   | -   | -   | -   | -   | -   | -   | -   | -   |
| 1981                                                    | "Knuckle Sandwich Nancy" (Released without the band's approval)                                                                  | -   | -   | -   | -   | -   | -   | -   | -   | -   | -   |
| 1981                                                    | "Lock Up Your Daughters" | #29 | -   | -   | -   | #19 | -   | -   | -   | -   | -   |
| 1981                                                    | "Merry Xmas Everybody" (rientrata)                                                                                               | #32 | -   | -   | -   | -   | -   | -   | -   | -   | -   |
| 1982                                                    | "Ruby Red" | #51 | -   | -   | -   | -   | -   | -   | -   | -   |     |
| 1982                                                    | "(And Now the Waltz) C'est La Vie"                                                                                               | #50 | -   | -   | -   | -   | -   | -   | -   | -   | -   |
| 1982                                                    | "Merry Xmas Everybody" (rientrata)                                                                                               | #67 | -   | -   | -   | -   | -   | -   | -   | -   | -   |
| 1983                                                    | "My Oh My" | #2  | #37 | #24 | #4  | #2  | #9  | #5  | #1  | #1  | #25 |
| 1983                                                    | "Merry Xmas Everybody" (rientrata)                                                                                               | #20 | -   | -   | -   | -   | -   | -   | -   | -   | -   |
| 1984                                                    | "Run Runaway" | #7  | #20 | #17 | #19 | -   | -   | -   | #4  | #7  | #21 |
| 1984                                                    | "Slam the Hammer Down" (US only single)                                                                                          |     | -   |     |     |     |     |     |     |     |     |
| 1984                                                    | "All Join Hands" | #15 | -   | -   | -   | -   | -   | -   | #19 | -   | -   |
| 1984                                                    | "Merry Xmas Everybody" (rientrata)                                                                                               | #47 | -   | -   | -   | -   | -   | -   | -   | -   | -   |
| 1985                                                    | "7 Year Bitch" | #60 | -   | -   | #39 | -   | -   | -   | -   | -   | -   |
| 1985                                                    | "Myzterious Mizter Jones" | #50 | -   | -   | -   | #43 | -   | -   | -   | -   | -   |
| 1985                                                    | "Do You Believe in Miracles?" | #54 | -   | -   | -   | -   | -   | -   | -   | -   | -   |
| 1985                                                    | "Merry Xmas Everybody" (riedizione)                                                                                              | #48 | -   | -   | -   | -   | -   | -   | -   | -   | -   |
| 1986                                                    | "Little Sheila" (US only single)                                                                                                 |     | #86 |     |     |     |     |     |     |     |     |
| 1986                                                    | "Merry Xmas Everybody" (rientrata of riedizione)                                                                                 | #71 | -   | -   | -   | -   | -   | -   | -   | -   | -   |
| 1987                                                    | "Still the Same" | #73 | -   | -   | -   | -   | -   | -   | -   | -   | -   |
| 1987                                                    | "That's What Friends are For" | -   | -   | -   | -   | -   | -   | -   | -   | -   | -   |
| 1987                                                    | "You Boyz Make Big Noize" | -   | -   | -   | -   | -   | -   | -   | -   | -   | -   |
| 1988                                                    | "We Won't Give In" (UK A-Side) "Oh La La in L.A." (US A-Side)                                                                    | -   | #90 | -   | -   | -   | -   | -   | -   | -   | -   |
| 1988                                                    | "Let's Dance '88" | -   | -   | -   | -   | -   | -   | -   | -   | -   | -   |
| 1991                                                    | "Radio Wall of Sound" | #21 | -   | -   | -   | -   | #22 | -   | -   | -   | -   |
| 1991                                                    | "Universe" | -   | -   | -   | -   | -   | -   | -   | -   | -   | -   |
| 1998                                                    | "Merry Xmas Everybody" (remix) (pubblicata come Slade Vs. Flush)                                                                 | #30 | -   | -   | -   | -   | -   | -   | -   | -   | -   |
| 2006                                                    | "Merry Xmas Everybody" (riedizione)                                                                                              | #21 | -   | -   | -   | -   | -   | -   | -   | -   | -   |
| 2007                                                    | "Merry Xmas Everybody" (rientrata)                                                                                               | #20 | -   | -   | -   | -   | -   | -   | -   | -   | -   |
| 2008                                                    | "Merry Xmas Everybody" (rientrata)                                                                                               | #32 | -   | -   | -   | -   | -   | -   | -   | -   | -   |
| "—" indica una pubblicazione non entrata in classifica. | |     |     |     |     |     |     |     |     |     |     |